# 1. magyar páncéloshadosztály
La 1. magyar páncéloshadosztály fu una divisione corazzata del Regio esercito ungherese, attiva durante la seconda guerra mondiale.
Creata nel marzo 1942 dall'espansione di una brigata motorizzata costituita in precedenza, la 1ª Divisione corazzata ungherese fece parte del contingente inviato dal Regno d'Ungheria a prendere parte ai combattimenti del fronte orientale contro l'Unione Sovietica e a fianco della Germania nazista. Tra il giugno e il settembre 1942 la divisione partecipò all'offensiva tedesca nella Russia meridionale, venendo impegnata negli scontri della battaglia di Voronež; schierata con il resto delle forze ungheresi in posizione difensiva lungo il fiume Don, la divisione finì in gran parte annientata nel corso della grande offensiva sovietica sferrata nel gennaio 1943 (offensiva Ostrogožsk-Rossoš').
I resti della 1ª Divisione corazzata furono ritirati in Ungheria, ma la ricostruzione dell'unità procedette a rilento e solo nel settembre 1944 fu pronta per essere reimpiegata al fronte. Impegnata nella difesa dell'Ungheria orientale dall'invasione delle forze sovietiche, la 1ª Divisione combatté nella battaglia di Debrecen (ottobre 1944) e quindi nell'assedio di Budapest (novembre 1944 - febbraio 1945), al termine del quale fu completamente annientata.

## Storia

### Le origini

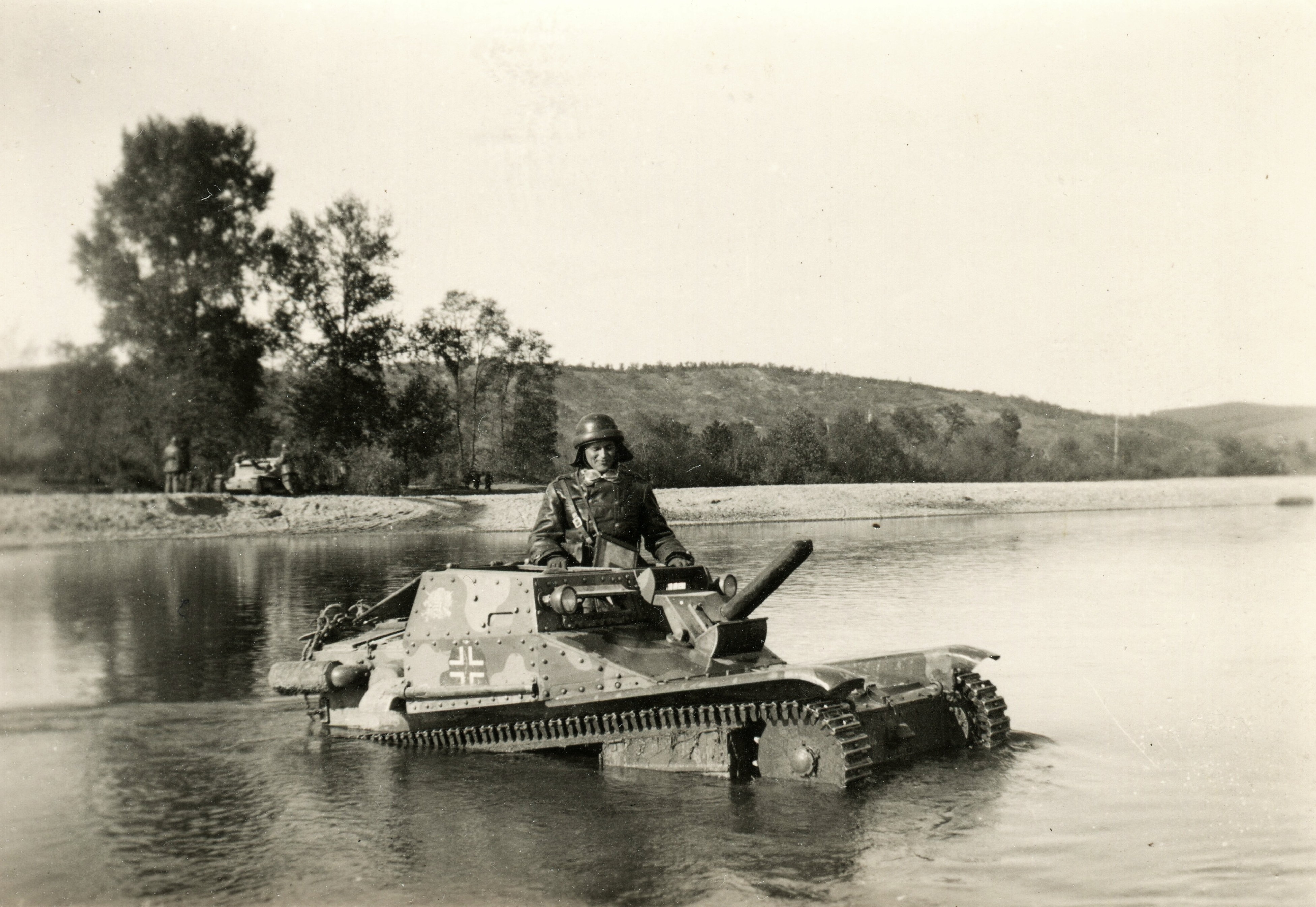
Una tankette 35M ungherese guada un fiume nel corso di un'esercitazione nel 1940

In virtù della sconfitta nella prima guerra mondiale, il trattato del Trianon del 4 giugno 1920 impose al Regno d'Ungheria severi limiti alla consistenza e all'equipaggiamento delle forze armate ungheresi, tra cui la proibizione a possedere carri armati. Ciò tuttavia non impedì al Magyar királyi honvédség di muovere i primi passi in materia di mezzi corazzati: già nel 1918, poco dopo la conclusione della prima guerra mondiale, l'Ungheria aveva acquistato 14 carri Leichter Kampfwagen II di produzione tedesca, che furono mantenuti in forza e impiegati per attività di addestramento anche dopo l'entrata in vigore del trattato del Trianon, nascondendoli con vari espedienti alle commissioni di controllo degli Alleati. Accordi segreti con il Regno d'Italia portarono poi all'acquisto, nei primi anni 1930, di cinque carri leggeri Fiat 3000, con cui venne equipaggiata una compagnia corazzata autonoma.
Come la confinante Cecoslovacchia, nel corso della seconda metà degli anni 1930 l'Ungheria tentò di impostare una propria industria nazionale dei mezzi corazzati. Dapprima l'Ungheria acquistò dall'Italia la licenza di produzione del carro leggero CV33, costruito in circa 120 esemplari con la designazione di "35M Tankette"; questi mezzi equipaggiarono tre battaglioni blindati dati in forza alla 1ª Brigata di cavalleria e alle nuove 1ª e 2ª Brigata motorizzata, formate la prima nell'aprile 1937 e la seconda nel febbraio 1938, e furono impiegati operativamente durante la breve guerra slovacco-ungherese (23-31 marzo 1939). Nel 1938 l'Ungheria acquistò dalla Svezia la licenza di produzione del carro Stridsvagn L-60, riprodotto in circa 200 esemplari dall'industria magiara come 38M Toldi; seguì poi la progettazione di un'autoblindo nazionale, la 39M Csaba, data in dotazione ai reparti esploranti delle brigate motorizzate e di cavalleria.
Nel marzo 1940 la 1ª Brigata di cavalleria e la 1ª e 2ª Brigata motorizzata furono riunite sotto un unico comando, il "Corpo mobile" (Gyorshadtest), comprendente la quasi totalità delle forze blindate magiare. Il Gyorshadtest fu impiegato operativamente nell'aprile 1941 nel corso dell'invasione della Jugoslavia, guidando l'occupazione della Voivodina da parte delle forze ungheresi; dopo la dichiarazione di guerra ungherese all'Unione Sovietica il 27 giugno 1941, il Corpo mobile fu inviato in Ucraina per partecipare all'invasione tedesca dell'URSS: le unità ungheresi collaborarono alla vittoria tedesca nella battaglia di Uman', ma subirono anche forti perdite di uomini e mezzi e nel novembre 1941 il Corpo fu ritirato dal fronte. Su pressioni dei tedeschi, all'inizio del 1942 il governo ungherese dette avvio a una riforma dei suoi organici onde fornire un più ampio contingente per la partecipazione alle operazioni dell'Asse lungo il fronte orientale: il vecchio ordinamento basato su brigate venne abolito e le brigate stesse trasformate in "divisioni leggere" di due reggimenti ciascuna; nell'ambito di questa riforma degli organici, si decise quindi di trasformare le due brigate motorizzate in altrettante divisioni corazzate.

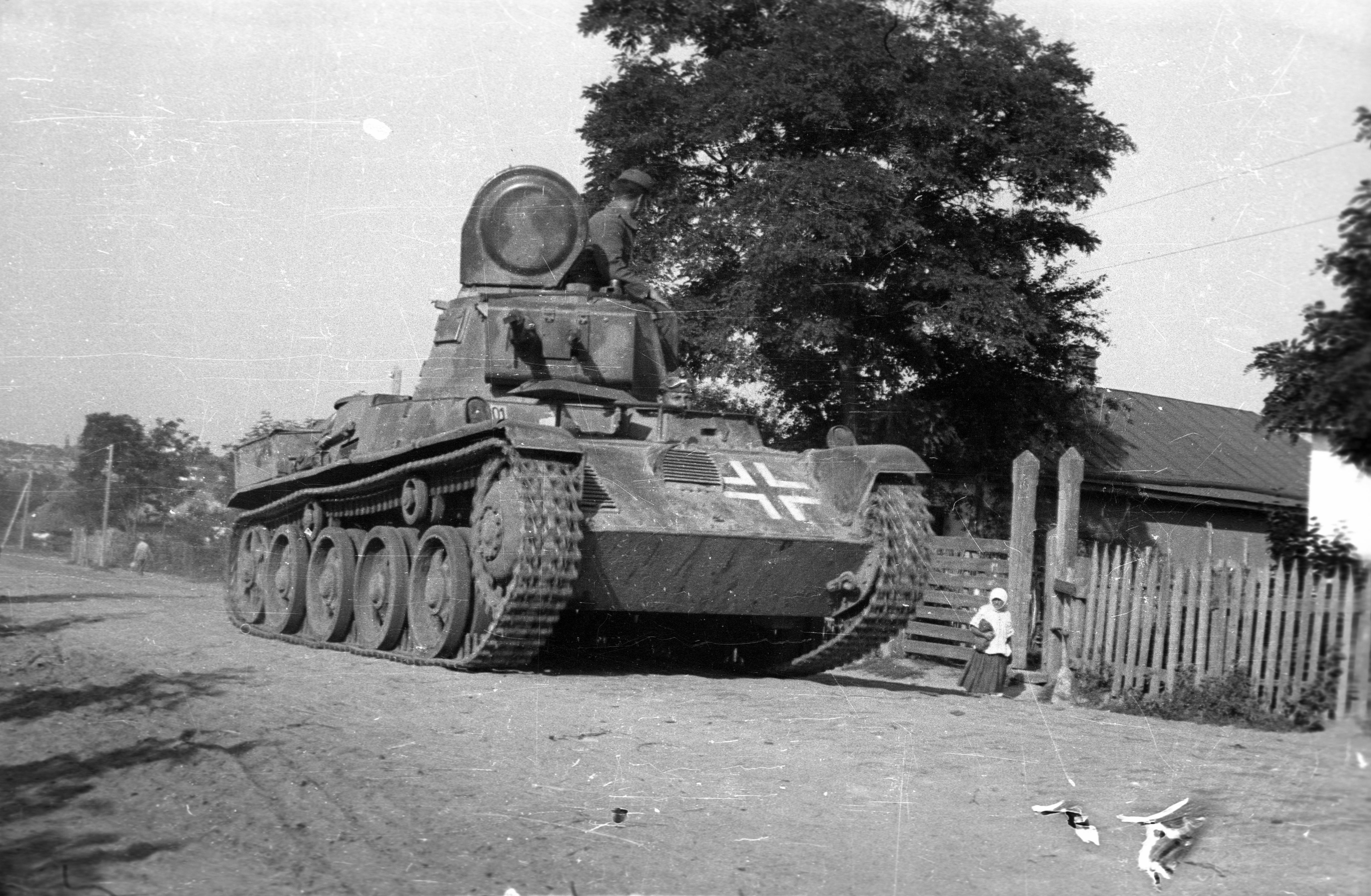
Veduta frontale di un carro leggero Toldi I nel 1941

### La 1. magyar páncéloshadosztály
Dagli organici della 1ª Brigata motorizzata fu quindi tratta la 1ª Divisione corazzata ungherese (1. magyar páncéloshadosztály), ufficialmente istituita il 24 marzo 1942; una seconda formazione sempre designata come "1ª Divisione corazzata" fu istituita a Budapest nell'ottobre 1942 ma senza unità operative assegnate, svolgendo unicamente attività di addestramento e formazione dei rimpiazzi per le altre due divisioni operative. L'organico della divisione "campale" comprendeva un reggimento corazzato su due battaglioni carri, un reggimento di fanteria motorizzata su tre battaglioni, due battaglioni di artiglieria motorizzata, un battaglione da ricognizione blindato, due battaglioni antiaerei (uno motorizzato e uno su semoventi), un battaglione genieri e unità di servizi vari. Gli scontri in Ucraina avevano sancito la completa obsolescenza e inadeguatezza al combattimento tanto delle tankette 35M quanto dei carri leggeri 38M Toldi, quindi la costituenda divisione venne riequipaggiata con carri di provenienza tedesca: entro l'agosto 1942 erano stati consegnati alla divisione 84 carri leggeri Panzer 38(t) e una ventina di carri medi Panzer IV, cui si aggiunsero poi nove carri medi Panzer III; il battaglione da ricognizione impiegava i carri leggeri Toldi e le autoblindo Csaba, mentre uno dei battaglioni antiaerei fu equipaggiato con i nuovi semoventi 40M Nimród di produzione ungherese.
La 1ª Divisione corazzata fu assegnata in organico alla 2ª Armata ungherese (2. magyar hadsereg), il comando che riuniva tutte le unità ungheresi dislocate sul fronte orientale, e iniziò il trasferimento alla volta dell'Ucraina orientale a partire dal maggio 1942. A partire dal giugno 1942, la 1ª Divisione corazzata e il resto della 2ª Armata ungherese furono coinvolte negli eventi dell'operazione Blu, la grande offensiva tedesca sferrata nel settore meridionale del fronte orientale; la 2ª Armata ungherese fu schierata sull'ala sinistra del fronte d'attacco tedesco, muovendo alla volta dell'alto corso del fiume Don dove, a partire dai primi di luglio, venne coinvolta nei pesanti scontri della battaglia di Voronež.

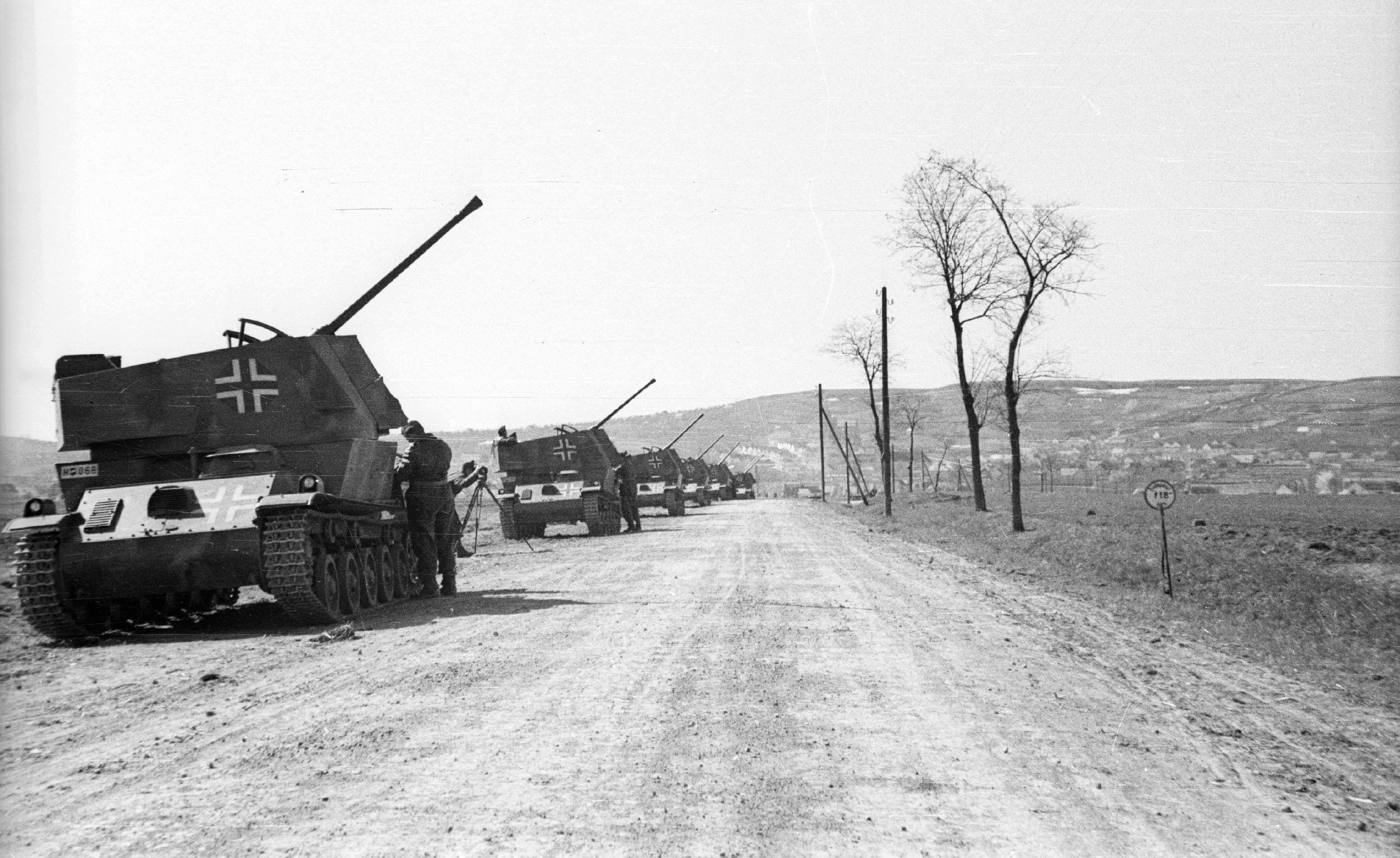
Un'unità di semoventi antiaerei 40M Nimród con i pezzi in batteria

Il 27 luglio la 1ª Divisione corazzata, da poco giunta sulla linea del fronte, ebbe il suo battesimo del fuoco quando fu impiegata per contrastare un contrattacco sovietico sferrato lungo l'ansa del Don a nord di Svoboda: nel corso di duri scontri i carristi ungheresi rivendicarono la distruzione di 21 carri medi T-34 sovietici, ma dovettero interrompere l'azione perché finiti rapidamente a corto di munizioni e i sovietici rimasero in possesso di due teste di ponte sulla riva occidentale del Don intorno alle cittadine di Urvy e Karotyak. Il 7 agosto la divisione appoggiò un attacco della 12ª Divisione fanteria ungherese per eliminare la testa di ponte di Karotyak; dopo un insuccesso iniziale, l'operazione fu portata a termine all'inizio di settembre grazie all'appoggio di forze tedesche. Il 9 settembre la divisione fu impiegata in un grande attacco congiunto tedesco-ungherese contro la testa di ponte di Urvy, ma dopo cinque giorni di pesanti scontri l'azione fu interrotta a causa delle alte perdite; la 2ª Armata ungherese assunse quindi posizioni difensive lungo il Don in vista dell'inverno imminente, e la 1ª Divisione corazzata fu schierata nelle retrovie come riserva dell'armata.
Dopo aver accerchiato le forze tedesche a Stalingrado nel novembre 1942, il 12 gennaio 1943 i reparti sovietici sferrarono una massiccia offensiva contro il fronte tenuto dagli ungheresi sul Don, aprendo una vasta breccia già nel giro di due giorni. La 1ª Divisione corazzata, che al 12 gennaio poteva annoverare in organico 41 Panzer 38(t), 16 Panzer IV e 9 Panzer III, formava insieme alla 26. Infanterie-Division tedesca un'unità ad hoc, il "Korps Kramer", che fu inviato al contrattacco il 16 gennaio: l'azione bloccò inizialmente l'avanzata del 18º Corpo fucilieri sovietico, ma fu interrotto dal comando della 2ª Armata perché i fianchi della formazione tedesco-ungherese si ritrovavano pericolosamente esposti. Il 18 gennaio la 1ª Divisione corazzata sferrò un riuscito contrattacco ad Alexeyevka, riconquistando la cittadina appena caduta in mano ai sovietici, per poi unirsi alle forze in difesa a Ilovskoye più a nord; tutte le unità dell'Asse tra Ostrogožsk e Alexeyevka furono riunite sotto il controllo del Korps Kramer, che sostenne pesanti scontri finché, il 22 gennaio, non ricevette l'ordine di ripiegare verso Novyj Oskol.
La 1ª Divisione corazzata uscì semidistrutta dalla battaglia, come del resto la quasi totalità della 2ª Armata ungherese; a partire dal 21 febbraio 1943 i superstiti della divisione iniziarono a essere rimpatriati in Ungheria, dove in aprile furono uniti alle unità d'addestramento della 1ª Divisione corazzata di Budapest per formare un unico reparto.

### Combattimenti in Ungheria e scioglimento

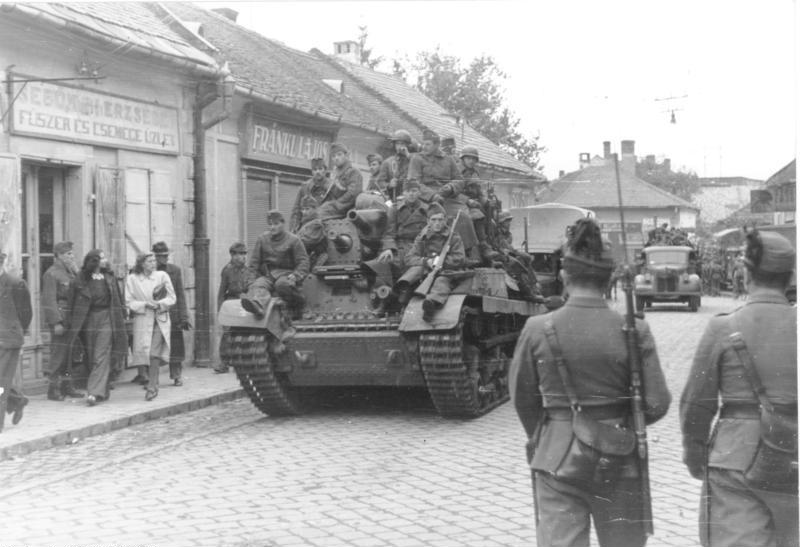
Fanti ungheresi a bordo di un carro medio 40M Turán II in Ungheria orientale nel 1944

La ricostruzione della 1ª Divisione corazzata procedette a rilento: i reparti operativi ancora utilizzabili furono in gran parte trasferiti in forza alla 2ª Divisione corazzata e l'unità fu impiegata come centro di addestramento per i rimpiazzi. Solo nell'agosto 1943 la 1ª Divisione fu riclassificata come unità da combattimento, con un organico basato su un reggimento corazzato di tre battaglioni carri, un reggimento di fanteria motorizzata su tre battaglioni, un battaglione da ricognizione, due battaglioni di artiglieria motorizzata, due battaglioni antiaerei e unità di servizi vari. La consegna di nuovo equipaggiamento, tra cui i primi carri medi 40M Turán I di produzione ungherese, procedette con il contagocce e solo nel settembre 1944 la 1ª Divisione corazzata fu giudicata come pronta all'impiego in prima linea.
La 1ª Divisione fu inserita all'interno della 3ª Armata ungherese (3. magyar hadsereg), impegnata in Transilvania a contrastare l'avanzata delle forze sovietiche e romene verso la stessa Ungheria. Il 10 ottobre 1944 la divisione fu impegnata nel corso della battaglia di Debrecen, sferrando un contrattacco contro la testa di ponte sovietica oltre il Tibisco a Mindszent ma venendo però bloccata dalla dura resistenza nemica; la divisione dovette poi ritirarsi con il resto della 3ª Armata attraverso l'Ungheria centrale, dirigendo a protezione della capitale Budapest. A partire dal 29 ottobre, quindi, la 1ª Divisione fu impegnata negli eventi del sanguinoso assedio di Budapest: come parte del 4. Panzerkorps tedesco, al divisione difese senza successo il centro industriale di Kecskemét ai primi di novembre, per poi finire accerchiata all'interno della stessa Budapest insieme a un gran numero di truppe tedesche e ungheresi. Elementi della divisione parteciparono quindi ai duri scontri casa per casa a Budapest, e l'unità finì definitivamente annientata quando la capitale magiara cadde in mano ai sovietici il 13 febbraio 1945.